# Рошија Жиу (Горж)
Рошија Жиу (рум. Roșia Jiu) насеље је у Румунији у округу Горж у општини Фаркашешти. Oпштина се налази на надморској висини од 164 m.

## Становништво
Према подацима из 2002. године у насељу је живело 795 становника, од којих су сви румунске националности.